# Antheraea exspectata
Antheraea exspectata là một loài bướm đêm thuộc họ Saturniidae. Nó được tìm thấy ở Sulawesi.